# Gottlieb Christoph von Rimultowsky und Kornitz
Gottlieb Christoph von Rimultowsky und Kornitz (geb. 1714; gest. um 1762) war ein preußischer Landrat.

## Leben
Gottlieb Christoph von Rimultowsky und Kornitz, der auf Ptakowitz saß, war zwischen 1743 und 1759 erster Landrat des Kreises Beuthen im Regierungsbezirk Oppeln.